# Peter Andersson (hockey sur glace, 1965)
Pour les articles homonymes, voir Peter Andersson et Andersson.
Peter Andersson (né le 29 août 1965 à Örebro, en Suède) est un joueur professionnel suédois de hockey sur glace qui évoluait au poste de défenseur. Il est le père des joueurs Calle et Rasmus Andersson.

## Biographie
Peter Andersson commence sa carrière comme joueur de hockey dans la section junior de sa ville natale de Örebro. De 1981 à 1983, il joue pour l'équipe senior qui évolue en division, le deuxième niveau suédois. À l'issue de la saison 1982-1983 au cours de laquelle il marque vingt points en vingt-cinq matchs, il est élu meilleur joueur de hockey junior en Suède. L'été qui suit, il est choisi au 73e rang du repêchage d'entrée dans la Ligue nationale de hockey par les Rangers de New York. De 1983 à 1989, il joue pour le Farjestads BK Karlstad dans l'Elitserien, le plus haut niveau suédois. Avec cette équipe, il remporte le titre de champion en 1986 et 1988 en plus d'une deuxième place en 1987.
Au cours de l'été 1989, Andersson signe un contrat avec le Malmö IF en deuxième division et participe à sa remontée dans l'élite en 1989-90 avant de remporte le championnat deux ans plus tard. Après sa participation aux Jeux olympiques d'hiver de 1992, il rejoint les Rangers de New York, qui possèdent toujours les droits sur le joueur en Amérique du Nord. Il fait ses débuts dans la Ligue nationale de hockey mais ne s'impose pas et passe la moitié de la saison avec le club école des New York, les Rangers de Binghamton. Le 21 mars 1994, il est échangé aux Panthers de la Floride contre un choix de neuvième ronde du repêchage de la LNH 1994. Il joue huit matchs avec ssa nouvelle équipe avant de revenir à Malmö pour la saison suivante.
Il passe deux saisons à Malmö puis joue en Allemagne, en Italie, en Suisse où il remporte le titre de champion en 1999 avant de revenir à Malmö en 2001 et d'y terminer sa carrière à 40 ans à la fin de la saison 2004-2005 où il endosse le rôle de capitaine de l'équipe.
Après sa retraite, il devient manager des Malmö Redhawks de 2005 à 2008 puis directeur général de l'équipe de 2008 à 2009. En 2009-2010, il devient entraîneur-chef du club de ses débuts, le Örebro HK. En 2013, il mène le club en Elitserien et reçoit l'Årets coach. Il signe alors au HC Lugano où il devient assistant.

## Statistiques
| Saison    | Équipe                 | Ligue                |    | Saison régulière | Saison régulière | Saison régulière | Saison régulière | Saison régulière |   | Séries éliminatoires | Séries éliminatoires | Séries éliminatoires | Séries éliminatoires | Séries éliminatoires |
| Saison    | Équipe                 | Ligue                | PJ | B                | A                | Pts              | Pun              | PJ               | B | A                    | Pts                  | Pun                  |                      |                      |
| 1981-1982 | Örebro HK              | Division 1           | 31 | 8                | 5                | 13               | 30               | 2                | 0 | 0                    | 0                    | 0                    |                      |                      |
| 1982-1983 | Örebro HK              | Division 1           | 18 | 7                | 6                | 13               | 14               |                  |   |                      |                      |                      |                      |                      |
| 1982-1983 | Örebro HK              | Allsvenskan Barrages | 7  | 3                | 4                | 7                | 2                | 2                | 1 | 2                    | 3                    | 2                    |                      |                      |
| 1983-1984 | Farjestads BK Karlstad | Elitserien           | 36 | 4                | 7                | 11               | 22               |                  |   |                      |                      |                      |                      |                      |
| 1984-1985 | Farjestads BK Karlstad | Elitserien           | 35 | 5                | 12               | 17               | 24               |                  |   |                      |                      |                      |                      |                      |
| 1985-1986 | Farjestads BK Karlstad | Elitserien           | 34 | 6                | 10               | 16               | 18               |                  |   |                      |                      |                      |                      |                      |
| 1986-1987 | Farjestads BK Karlstad | Elitserien           | 32 | 9                | 8                | 17               | 32               |                  |   |                      |                      |                      |                      |                      |
| 1987-1988 | Farjestads BK Karlstad | Elitserien           | 38 | 14               | 20               | 34               | 44               | 8                | 2 | 2                    | 4                    | 4                    |                      |                      |
| 1988-1989 | Farjestads BK Karlstad | Elitserien           | 33 | 6                | 17               | 23               | 44               |                  |   |                      |                      |                      |                      |                      |
| 1989-1990 | Malmö IF               | Allvenskan           | 16 | 11               | 14               | 25               | 10               |                  |   |                      |                      |                      |                      |                      |
| 1990-1991 | Malmö IF               | Elitserien           | 34 | 9                | 17               | 26               | 26               |                  |   |                      |                      |                      |                      |                      |
| 1991-1992 | Malmö IF               | Elitserien           | 40 | 12               | 20               | 32               | 80               |                  |   |                      |                      |                      |                      |                      |
| 1992-1993 | Rangers de New York    | LNH                  | 31 | 4                | 11               | 15               | 18               |                  |   |                      |                      |                      |                      |                      |
| 1992-1993 | Rangers de Binghamton  | LAH                  | 27 | 11               | 22               | 33               | 16               |                  |   |                      |                      |                      |                      |                      |
| 1993-1994 | Rangers de New York    | LNH                  | 8  | 1                | 1                | 2                | 2                |                  |   |                      |                      |                      |                      |                      |
| 1993-1994 | Panthers de la Floride | LNH                  | 8  | 1                | 1                | 2                | 0                |                  |   |                      |                      |                      |                      |                      |
| 1994-1995 | Malmö IF               | Elitserien           | 27 | 1                | 9                | 10               | 18               | 9                | 5 | 0                    | 5                    | 16                   |                      |                      |
| 1995-1996 | Malmö IF               | Elitserien           | 27 | 7                | 15               | 22               | 14               |                  |   |                      |                      |                      |                      |                      |
| 1995-1996 | Düsseldorfer EG        | DEL                  | 5  | 1                | 4                | 5                | 6                | 13               | 4 | 6                    | 10                   | 8                    |                      |                      |
| 1996-1997 | Düsseldorfer EG        | DEL                  | 45 | 11               | 20               | 31               | 54               | 4                | 1 | 1                    | 2                    | 0                    |                      |                      |
| 1996-1997 | HC Bolzano             | Série A              |    |                  |                  |                  |                  | 6                | 0 | 5                    | 5                    | 8                    |                      |                      |
| 1997-1998 | HC Lugano              | LNA                  | 36 | 11               | 16               | 27               | 26               | 7                | 1 | 5                    | 6                    | 0                    |                      |                      |
| 1998-1999 | HC Lugano              | LNA                  | 43 | 11               | 29               | 40               | 38               | 16               | 4 | 15                   | 19                   | 20                   |                      |                      |
| 1999-2000 | HC Lugano              | LNA                  | 42 | 7                | 33               | 40               | 46               | 12               | 3 | 15                   | 18                   | 12                   |                      |                      |
| 1999-2000 | HC Lugano              | EuroHL               | 4  | 0                | 2                | 2                | 6                |                  |   |                      |                      |                      |                      |                      |
| 2000-2001 | HC Lugano              | LNA                  | 32 | 5                | 18               | 23               | 40               | 13               | 2 | 10                   | 12                   | 39                   |                      |                      |
| 2001-2002 | Malmö IF               | Elitserien           | 37 | 7                | 5                | 12               | 30               | 5                | 0 | 2                    | 2                    | 4                    |                      |                      |
| 2002-2003 | Malmö IF               | Elitserien           | 45 | 2                | 14               | 16               | 67               |                  |   |                      |                      |                      |                      |                      |
| 2003-2004 | Malmö IF               | Elitserien           | 46 | 2                | 21               | 23               | 55               |                  |   |                      |                      |                      |                      |                      |
| 2004-2005 | Malmö Redhawks         | Elitserien           | 44 | 8                | 16               | 24               | 74               |                  |   |                      |                      |                      |                      |                      |

| Année | Compétition                 |   | PJ | B  | A  | Pts | Pun |
| 1982  | Championnat d'Europe junior | 5 | 0  | 0  | 0  | 2   |     |
| 1983  | Championnat du monde junior | 7 | 3  | 0  | 3  |     |     |
| 1983  | Championnat d'Europe junior | 5 | 1  | 1  | 2  | 6   |     |
| 1984  | Championnat du monde junior | 7 | 0  | 1  | 1  | 4   |     |
| 1985  | Championnat du monde junior | 7 | 4  | 10 | 14 | 20  |     |
| 1992  | Jeux olympiques             | 8 | 0  | 1  | 1  | 4   |     |
| 1993  | Championnat du monde        | 7 | 1  | 6  | 7  | 8   |     |
| 1994  | Championnat du monde        | 8 | 0  | 1  | 1  | 6   |     |
| 2000  | Championnat du monde        | 7 | 1  | 3  | 4  | 12  |     |
| 2001  | Championnat du monde        | 7 | 0  | 0  | 0  | 2   |     |